# 埃莉诺·萨维尔
埃莉诺·萨维尔（英語：Eleanor Saville，1909年7月12日—1998年9月9日），美国女子游泳运动员。她曾代表美国参加1928年和1932年夏季奥林匹克运动会游泳比赛，获得二枚金牌、一枚银牌和一枚铜牌。